# مدرعة طويق
مدرعة طويق هي عربة عسكرية مقاومة الالغام متعددة الاستخدامات، المصنعة من قبل مصنع المدرعات والمعدات الثقيلة التابع للمؤسسة العامة للصناعات الحربية السعودية، العربة العسكرية “الطويق” التي لا تزال في مراحلها التجريبية التي تستغرق نحو عام، قبل أن تدخل الخدمة في مجال الدفاع العسكري السعودي، وتتميز بالمتانة، ويوفر درعها والزجاج المزودة به حماية عالية تصل إلى المستوى الثالث ، حسب مواصفاحلف شمال الأطلسي، ومصمم الجزء السفلي من العربة ليوفر مقاومة للألغام الأرضية ، بما يتوافق مع المستوى الثالث (أ) و (ب) ، من مواصفات حلف شمال الأطلسي أي نحو 8 كيلو جرامات من المتفجرات ، تحت الإطار والهيكل، علاوة على أن العربة مجهزة بمقاعد خاصة لحماية الطاقم من صدمة انفجار الألغام المميتة ، كما أنها مهيأة بحيث يمكن تجهيزها بأنظمة مختلفة من التسليح ، و تتسع لعدد من 8 إلى 10 جنود بكامل تجهيزاتهم ، وتقدر حمولتها بنحو ألفي كيلو، وإطاراتها مقاومة للرصاص، ومن أبزر تجهيزات العربة جهاز اتصال، ونظام لتحديد المواقع، وكاميرا خلفية، ومنصة لمختلف أنواع الأسلحة
| المواصفات                | مدرعة طويق     |
| ------------------------ | -------------- |
| الوزن (الكلي):           | 13 طن          |
| وزن التحميل :            | 2 طن           |
| نطاق :                   | 900 كم         |
| طوال العربة :            | 6270 ملم       |
| عرض العربة :             | 2280 ملم       |
| السرعة القصوى :          | 100 كلم / ساعة |
| الحد اللأقصى للصعود :    | 60%            |
| الميل الجانبي :          | 30%            |
| عمق عبور المجرى المائي : | 120 متر        |
| عبور الخنندق :           | 600 ملم        |